# 八日町之戰
八日町之戰是姊小路賴綱徹底平定飛驒一國的重要戰役，所以又稱飛驒的關原之戰。

## 背景
以高原鄉為根據地的江馬氏，將勢力擴展至荒城、古川、小島鄉地區，適逢天正10年（1582年）6月2日爆發本能寺之變後，作為姊小路賴綱靠山的織田信長身亡，原先依附越後上杉氏而受到壓迫的江馬輝盛決定趁此良機消滅敵對多年的姊小路賴綱，主動發兵南下，總兵力約3000人。而姊小路賴綱在聯合盟友廣瀬宗域、小島時光後，兵力1000人左右。

## 過程
天正10年10月26日半夜2時，江馬軍夜襲三木軍小島時光的小島城，一番激戰後，江馬軍退往荒城。天明後，姊小路賴綱認為籠城守備乃是愚策，在大阪峠的出口荒城川沿岸挑釁江馬軍，江馬輝盛自認在兵力上站優勢，遂揮動大長刀迎戰，兩軍在八日町交鋒。姊小路賴綱也親自帶兵由廣瀨方面壓迫江馬軍，使江馬軍的本陣被賴鋼早已安排的20騎伏兵突擊，江馬輝盛本人也在混戰中為洋槍射傷，被姊小路軍的牛丸親正討取，失去主將的江馬軍全面崩潰。翌日，姊小路賴綱趁勝追擊，一舉攻陷江馬氏的主城高原諏訪城，江馬氏終告滅亡。 

## 影響
在擊敗最大敵手江馬氏後，姊小路賴綱反過頭來將盟友小島氏跟廣瀨氏消滅，又謀殺親弟鍋山顯綱，整個飛驒一國除了偏居白川鄉的內島氏外，全數被姊小路賴綱征服。